# Котенешти (Арђеш)
Котенешти (рум. Cotenești) насеље је у Румунији у округу Арђеш у општини Стоенешти. Oпштина се налази на надморској висини од 559 m.

## Становништво
Према подацима из 2002. године у насељу је живело 1039 становника, од којих су сви румунске националности.